# Нергизев Ханым-эфенди
Нергизе́в Ханы́м-эфе́нди (тур. Nergizev Hanım Efendi; 1830, Анапа — 26 октября 1848, Стамбул) — супруга (четвёртая икбал) османского султана Абдул-Меджида I, мать шехзаде Мехмеда Фуада-эфенди, скончавшегося в младенчестве. Умерла, вероятно, от туберкулёза вскоре после смерти сына.

## Имя
Турецкий мемуарист Харун Ачба в своей книге «Жёны султанов: 1839—1924» приводит единственный вариант имени «Нергизу́» (тур. Nergizu). Турецкие историки Чагатай Улучай в своём труде «Жёны и дочери султанов» и Недждет Сакаоглу в книге «Султанши этого имущества» называют её «Нергизе́в» (тур. Nergizev), отмечая, что в документах встречаются варианты «Нерги́с» (тур. Nergis) и «Нергизу́» (тур. Nergizu). Историк Энтони Алдерсон в своём труде «Структура Османской династии» и османский историк Сюрея Мехмед-бей в «Реестре Османов» называют её «Нерги́с» (тур. Nergis).

## Биография
По данным турецкого мемуариста Харуна Ачбы, Нергизев принадлежала к натухайскому роду. Она родилась в Анапе в 1830 году в семье Альбора-бея и Дадусе-ханым. Помимо неё в семье было по меньшей мере ещё четверо детей: две дочери, Махринур-ханым и Мюневвер-ханым, а также двое сыновей — Ибрагим-бей и Хусейн-бей.
О жизни Нергизев известно мало. Как пишет Ачба, ходили слухи, что в детстве Нергизев похитили и передали во дворец. В 1847 году она стала женой Абдул-Меджида I с титулом четвёртой икбал султана. Вскоре после свадьбы Нергизев перевезла в столицу своих родственников: сестёр она забрала во дворец, а её братья по распоряжению султана получили посты каймакамов. 17 июля 1848 года во дворце Чыраган Нергизев родила сына Мехмеда Фуада-эфенди, который скончался в возрасте двух месяцев 28 или 29 сентября того же года. Шехзаде Мехмед Фуад был похоронен в одном из мавзолеев Новой мечети.
Сама Нергизев предположительно болела туберкулёзом и скончалась от него во дворце Долмабахче. О том, когда это произошло, данные разнятся: Алдерсон и Сюрея пишут о 1848 годе, тогда как Улучай — о 26 октября 1848 года, а Ачба — о 26 октября 1858 года; Сакаоглу цитирует запись из архива дворца-музея Топкапы: «В двадцать восьмой день месяца зу-ль-када в шестьдесят четвёртом году [26 октября 1848 года] скончалась четвёртая икбал Нергизев-ханым». По данным Харуна Ачбы, Нергизев была похоронена в Новой мечети в мавзолее Рефии-султан, при этом Чагатай Улучай, Недждет Сакаоглу и Мехмед Сюрея-бей сообщают о захоронении Нергизев в Новой мечети без указания конкретного мавзолея.